# Liu Kang
 (octobre 2023).
- Si vous ne connaissez pas le sujet, laissez ce bandeau (vous pouvez alors contacter les auteurs).
- Si vous supprimez le contenu mis en cause (vous pouvez préalablement contacter les auteurs),

argumentez précisément cette suppression dans la page de discussion
(un manque de référence n'est pas un argument ; une recherche réelle de référence doit avoir été effectuée, être formellement documentée).
 (novembre 2019).
Si vous disposez d'ouvrages ou d'articles de référence ou si vous connaissez des sites web de qualité traitant du thème abordé ici, merci de compléter l'article en donnant les références utiles à sa vérifiabilité et en les liant à la section « Notes et références ».
Liu Kang est un personnage fictif de jeu vidéo dans la série des jeux de combat Mortal Kombat.

## À propos de Liu Kang
Disciple et descendant de Great Kung Lao, ce moine Shaolin de 24 ans appartenant au Lotus Blanc avait été entrainé par Bo' Rai Cho. Il s'illustra en battant Shang Tsung lors du premier tournoi en utilisant le "flying kick" ou coup de pied volant. Ses techniques ont été inspirées de celles de Bruce Lee.

## Histoire

### Mortal Kombat
Liu Kang suit les enseignements de la Société du Lotus Blanc. Il est envoyé par les membres du Temple de la Lumière[Quoi ?] pour vaincre le sorcier Shang Tsung. Liu veut rendre le contrôle du tournoi à ses vrais propriétaires : les moines Shaolin. 
Il a été formé par le maître Bo'Rai Cho qui lui a enseigné le fameux coup de pied volant (flying kick). En chemin pour le tournoi, il se lie d'amitié avec la star hollywoodienne Johnny Cage et le lieutenant des forces spéciales Sonya Blade. Le Monde Extérieur[Quoi ?] avait déjà remporté neuf tournois. Une dernière victoire permettrait à l'empereur de ce royaume, Shao Kahn, d'envahir la Terre. Liu Kang eu la possibilité d'affronter Goro, mais finalement, c'est Johnny Cage qui le vaincra. Liu Kang quant à lui battra le sorcier Shang Tsung lors du combat final et remportera ainsi le Tournoi.

### Mortal Kombat 2
En rentrant à l'Académie Wu Shi, Liu Kang trouva des moines Shaolin assassinés par une horde de Tarkatans[Quoi ?]. Furieux, il se rendit sur Outremonde avec un autre membre du Lotus Blanc et frère spirituel, Kung Lao. Ils furent rejoints par Johnny Cage qui les a suivis sur ce royaume terrifiant. Durant son périple, Liu Kang fait la connaissance de la princesse Kitana. Sous le charme, il l'aide à retrouver le passé que Shao Kahn lui a volé. Liu Kang et Kung Lao se lient aussi d'amitié avec le commandant des Forces spéciales Jackson Briggs. Celui-ci recherche Sonya Blade, enlevée par les sbires de Shao Kahn. Finalement, Liu Kang affronte le remplaçant de Goro, Kintaro, puis Shao Khan lui-même. De nouveau victorieux, il rend furieux Shao Kahn qui décide d'envahir la Terre, en faisant ressusciter Sindel. Kitana, Jade, Liu Kang, Kung Lao, Johnny Cage, Jax et Sonya, regagnent la Terre pour repousser l'invasion imminente de Shao Kahn.

### Mortal Kombat 3
De retour sur Terre, Liu Kang et Kung Lao forment une nouvelle génération de guerriers Shaolin. Mais l'invasion commence et Liu Kang devient la cible principale des escadrons exterminateurs de Shao Kahn. Kung Lao tente de stopper Shao Kahn, mais faillit mourir. Furieux, Liu Kang affronte une nouvelle fois l'empereur et l'oblige à se retirer sur Outremonde. Kitana remercie Liu Kang pour avoir vaincu Shao Kahn et regagne Edenia libérée de l'emprise de l'empereur.

### Mortal Kombat 4
Liu Kang voyage en Amérique pour former de nouveaux guerriers Shaolin. Il y retrouve son ancien ami Kai et retourne en Chine avec lui. Cependant, l'ancien dieu déchu Shinnok s'échappe du Royaume Nether et envahit Edenia, le royaume de Kitana. Apprenant que la princesse a été capturée, Liu Kang tente de la sauver, mais il échoue. Il rassemble alors des guerriers pour protéger une nouvelle fois la Terre. Shinnok arrive sur Terre où il est vaincu par Liu Kang. Le champion se rend au Temple Shaolin, estimant qu'il a perdu Kitana. Toutefois, la princesse apparaît par un portail et le remercie. Elle lui propose de venir avec elle et de régner sur Edenia. En raison de ses responsabilités envers la Terre, Liu Kang refuse son offre.

### Mortal Kombat: Deadly Alliance
Depuis quelques années, Liu Kang profite de la paix sur Terre. Alors qu'il médite à l'Académie Wu Shi, il est attaqué par Shang Tsung sous les traits de Kung Lao. Aidé par Quan Chi, Shang Tsung prend le dessus sur Liu et lui brise la nuque. Le sorcier absorbe son âme. Le corps de Liu Kang est découvert par Kung Lao et enterré dans l'Académie. Pour lui rendre hommage, un temple est construit.

### Mortal Kombat Mystification
À la suite de sa mort, Liu Kang assista impuissant au combat de Raiden contre Shang Tsung et Quan Chi, jusqu'à ce qu'Onaga les tue tous les 3. À cet instant, son âme fut libérée du sorcier et parvint à trouver Ermac. Ce dernier lui demande de l'aider à se racheter de ses fautes passées aux côtés de l'Empereur. De ce fait, Liu Kang et Ermac réussirent à ramener leurs amis dans leur état normal. Parallèlement, Liu Kang a découvert que son corps a été ensorcelé et qu'il s'est mis à tuer des innocents.

### Mortal Kombat Armageddon
Durant Armageddon, Liu Kang contacta Nightwolf et lui demanda d'être son point de départ afin de récupérer son corps. Entre-temps, il est révélé que c'est Raiden, corrompu par son suicide, qui a ramené son corps à la vie. Cependant, Nightwolf périra des mains de Sheeva et par conséquent, Liu aussi, et son corps zombifié affrontera Shang Tsung, avant de mourir également au sommet de la pyramide.

### Mortal Kombat IX
Dans Mortal Kombat 9; Liu Kang est également l'élu des Shaolins pour s'imposer dans le tournoi du Mortal Kombat et ainsi les représenter, eux et le royaume Terre. Il se lie aussi d'amitié avec Johnny Cage, Sonya Blade et Jax, qui intervient beaucoup plus vite dans l'intrigue; Sonya le délivrant dès le début de l'histoire. C'est d'ailleurs à la suite de la libération de Jax que ces trois derniers rejoignent la cause de Raiden, le dieu du Tonnerre et protecteur du royaume Terre et Liu Kang. 
Kung Lao, qui était censé être resté sur Terre fait apparition, jusque-là, s'étant dissimulé sous l'uniforme d'un garde du tournoi. Il kombat, désobéissant à Raiden et son arrogance et sa fougue qui lui avait valu de ne pas être choisi par les Shaolin contrairement à Liu Kang coûte une défaite au royaume et est donc éliminé, à son tour du tournoi. Après de nombreux combats et jours ; il ne reste plus que Liu Kang pour combattre et défendre son royaume et éviter la victoire décisive de Shang Tsung et de l'Outre-Monde. Il va d'abord affronter Ermac; une nouvelle et redoutable création de Shao Khan créée grâce à la sorcellerie sombre de son sorcier Shang Tsung. Ermac est un être renfermant les âmes de tous les défenseurs du royaume d'Edénia qui avaient péri dans leur quête de protéger celui-ci de l'invasion de leur royaume. 
Contre toute attente, il va vaincre cet être maléfique, enclenchant la seconde et ultime journée où s'écoulera l'issue de ce tournoi. 
C'est à l'aube qu'il va faire la rencontre de Kitana, princesse d'Outre-Monde, fille de Shao Khan et l'un des meilleurs assassins de la garde personnelle de ce dernier, celle-ci s'étant porté volontaire pour qu'il ne puisse pas défendre son royaume. Il parvint tout de même à la mettre hors d'état de nuire, sans cependant l'achever, contrairement à ce qu'elle lui demande ce qui a le mérite de surprendre agréablement et désarçonner celle-ci. Il lui assure que leur rencontre n'a pas eu lieu officiellement, et qu'il ne la tuerait pas. Il finit par s'en aller en lui lançant qu'il espérait qu'ils se reverraient dans d'autres circonstances. 
Le soir, il dispute donc ses combats contre le sorcier Quan Chi et son sbire spectral Scorpion. Liu Kang l'emporte sur le duo pourtant en principe imbattable, puis il s'ensuit le kombat avec le grand champion du tournoi, invaincu depuis neuf tournois ; le prince Shokan, Goro ; une montagne de muscles gigantesque munie de quatre bras. Liu Kang parvint à le vaincre, provoquant l'ahurissement de tous lorsqu'il remonte à la surface des profondeurs de l'antre du prince par le portail de Shang Tsung, qui l'avait également amené dans cet endroit lugubre. Même ce dernier le voit réapparaître, stupéfait. Il affronte alors le sorcier et vient à bout de celui-ci au cours d'un kombat héroïque. Il fait alors compter au royaume Terre une victoire décisive, et repousse donc l'invasion du royaume Terre, devenant son héros. 
Seulement, Shang Tsung évite la mort in extremis en proposant à son empereur de changer les règles de ce tournoi. Ainsi, Shao Khan le restaure, et le sorcier calculateur se rend sur Terre pour proposer à Raiden ce qui lui a valu de voir sa défaite injustement récompensée par une nouvelle jeunesse. Il expose donc à Raiden son idée ; en effet, le nombre habituel de dix victoire sera remplacé par un ultime et dernier tournoi qui prendrait place en Outre-Monde et qui, si le Royaume Terre venait encore à gagner signerait sa liberté éternelle et marquerait le miracle que Shao Khan renonce à son rêve le plus cher, l'invasion de la Terre; mais, en revanche, si l'Outre-Monde venait à gagner, cela annoncerait l'invasion de Shao Khan sur le royaume Terre et la fin de sa liberté. Raiden refuse, mais le sorcier avait prévu ce refus prévisible et déploie son armée de Tarkatans qui enlève Sonya Blade et fournit alors au dieu du tonnerre une obligation de se rendre avec ses combattants en Outre-Monde et ainsi participer au royaume contre leur gré. De plus, les Tarkatans ont aussi emporté en Outre-Monde de nombreux moines Shaolins, pour séparer Liu Kang et Kung Lao de Raiden, Jax et Johnny, offrant un avantage à Shang Tsung et Shao Khan.
Ils finissent par libérer leurs otages et Sonya, mais Jade, la fidèle garde du corps et meilleure amie de Kitana vint demander de l'aide à Raiden et ses combattants pour voler au secours de la princesse qui est sur le point d'être exécutée. Raiden refuse, navré, axé sur le tournoi. Liu Kang s' interpose, laissant ses sentiments pour la princesse l'emporter et élève pour la première fois le ton pour disputer la décision de Raiden. En effet, c' était ce dernier qui avait dit à Kitana de se rendre dans le mines de chairs afin d'apporter des réponses à ses question dévorantes et ses soupçons et découvrir la vérité sur son passé. Elle y a trouvé Mileena, une clone créée par Shang Tsung à partir de son sang et mélangé à celui d'un Tarkatan pour ajouter à Mileena une note nettement plus sanguinaire et vicieuse que Kitana. À la suite de cette découverte, elle avait amené le sorcier à son père mais celui-ci lui révèle dans un élan de colère (dû à la rupture de la règle qu'il avait imposée à Kitana qui était de ne pas s'aventurer dans les mines de chairs et à la réaction de celle-ci lorsqu'elle avait vu l'appréhension de Shao Khan face a la révélation des actes de son sorcier) que son père n'était qu'un faible roi Edénien qu'il avait anéantit lors de la fusion d'Edenia à l'Outre-Monde; qu'il avait épousé sa reine, Sindel (que Kitana avait su comme sa mère depuis le début) et qu'il avait adopté leur enfant, la petite princesse, Kitana.
Kung Lao propose à Raiden d'aller la délivrer avec Liu Kang tandis que lui, Smoke et Johnny Cage iraient combattre à l'amphithéâtre, évitant de peu une dispute. Raiden donne son accord et Liu Kang et Kung Lao arpentent les donjons à la recherche de Kitana avant de finalement se rendre à l'amphithéâtre ou elle s'apprêtait à être exécutée. Liu Kang part délivrer Kitana, laissant Raiden persuadé que Liu Kang n'était pas celui qui devait gagner. Il laisse donc Kung Lao kombattre. Ce dernier est victorieux face à Shang Tsung et Quan Chi, puis Kintaro, mais alors qu'il profite de sa gloire et goûte aux applaudissement de la foule, Shao Kahn lui brise la nuque par derrière. Liu Kang, fou de rage s'attaque à l'empereur et le tue en plongeant son avant-bras brulant dans la poitrine de ce dernier. À cet instant, Liu Kang devient une légende inter royaume. Seulement, il commencera à perdre foi en Raiden lorsqu'il verra tous ses amis morts (sauf Johnny Cage et Sonya Blade) des mains de Sindel. Finalement, il mourra par accident lorsqu'il voudra tuer Raiden qui se défendra avec ses éclairs.

### Mortal Kombat X
À la suite de sa mort, Quan Chi a récupéré son âme et l'a transformé comme les autres : en revenant. Après le retour de Shinnok dans le Royaume Terre, il est révélé qu'il est le nouvel Empereur du Royaume Nether aux côtés de Kitana.

### Mortal Kombat 11
Après la défaite de Shinnok, Liu Kang dirige toujours le Royaume Nether aux côtés de Kitana est engagé dans une guerre contre le Royaume Terre et Raiden, qui a été corrompu par l'amulette de Shinnok. Par la suite, il s'allie avec Kronika qui souhaite réinitialiser la chronologie et fait la rencontre avec son double du passé. Il prévient son jeune lui qu'il va mourir à cause de Raiden.
Par la suite le Liu Kang du passé voit le Raiden de son époque torturer Scorpion, venu les aider, et l'attaque. Durant le combat, Raiden finit par comprendre que Kronika fait tout pour que Liu Kang et lui se battent entre eux au lieu de s'allier. Le Liu Kang du passé est donc enlevé par Kronika et son âme est aspirée par sa version du présent. Raiden finit cependant par fusionner les deux Liu Kang avec son pouvoir transformant ce dernier en Dieu du Feu et de la Foudre. Liu Kang affronte alors Kronika et parvient à la tuer, devenant le nouveau gardien du sablier et commence à façonner un nouvel âge.
Cependant dans l'histoire Aftermath, Liu Kang apprend que la couronne de Kronika est nécessaire s'il veut créer son nouvel âge et est forcé de collaborer avec Shang Tsung pour la retrouver. Cependant, il est doublé par le sorcier qui absorbe les âmes de Shao Khan, Sindel et Kronika. Après un long combat, Liu Kang parvient à battre Shang Tsung et récupère la couronne, et entame la construction de son nouvel âge.

### Mortal Kombat 1
Grâce à ses nouveaux pouvoirs, Liu Kang façonne une nouvelle chronologie où tous les royaumes connaissent la paix, tout en permettant aux mortels de choisir leur destinées. À cette fin, il fit en sorte que Shang Tsung, Quan-Chi et Shao Khan se retrouvent avec une vie qui les éloignent de toute possibilité d'accéder au pouvoir. Cependant, par crainte de devenir fou comme Kronika, il renonce à son statut de gardien, le confiant à Geras, et devient à la place le protecteur du Royaume Terre, cherchant de nouveaux combattants pour participer au Mortal Kombat, devenu ici un tournoi amical, sans tuerie, entre la Terre et l'Outremonde dans le but d'assurer la paix entre les deux royaumes et dissuader quiconque chercherait à la briser.
Cependant, il apprend que Shang Tsung s'est libéré du destin qui lui était tracé, notamment par une aide extérieure venant d'un autre continuum. Il va alors mener son enquête et envoyer ses guerriers appréhender le sorcier qui a gagné la confiance de Sindel.

## Apparitions dans d'autres médias
- Mortal Kombat de Paul W. S. Anderson
- Mortal Kombat : Destruction finale de John R. Leonetti
- Mortal Kombat : Les Gardiens du royaume la série télévisée d'animation